# Yuri Tuci
Yuri Tuci (Prato, 23 novembre 1983) è un attore cinematografico e attore teatrale italiano.

## Biografia
Nato a Prato, ha ricevuto la diagnosi di autismo all'età di 18 anni.
La sua carriera artistica ha avuto inizio nel 2018 con lo spettacolo teatrale autobiografico Out Is Me: unanormalestoriatipica, scritto e interpretato insieme agli autori Lorenzo Clemente e Francesco Gori. Questo spettacolo ha rappresentato un mezzo per esprimere se stesso e affrontare i pregiudizi legati all'autismo.
Nel 2025 debutta come attore cinematografico, interpretando il protagonista nel film La vita da grandi, diretto da Greta Scarano, ruolo che gli è valso il Nastro d'argento al migliore attore in un film commedia.

## Filmografia

### Cinema
- La vita da grandi, regia di Greta Scarano (2025)

## Teatrografia
- Out Is Me: unanormalestoriatipica di Yuri Tuci, Lorenzo Clemente e Francesco Gori, regia di Francesco Gori. Tour in Italia (2018–2019)

## Riconoscimenti
- Nastro d’argento
  - 2025 – migliore attore in un film commedia per La vita da grandi[9]